# Мамоновский переулок
Мамо́новский переу́лок — улица в центре Москвы в Тверском районе между Трёхпрудным переулком и Тверской улицей. Здесь находится Московский театр юного зрителя и расположено посольство Иордании.

## История
Название по фамилии графов Дмитриевых-Мамоновых, которые в 1787—1830 годах владели домом № 7.
В 1939—1993 годах назывался «переулок Садовских» в память о династии актёров Садовских, творческая деятельность которых неразрывно связана с московским Малым театром. С 1850 года один из домов в Мамоновском переулке (не сохранившийся) принадлежал актёру Прову Садовскому.

## Описание
Мамоновский переулок начинается от Трёхпрудного, проходит на северо-восток и выходит на Тверскую напротив Дегтярного переулка.

## Здания и сооружения
По нечётной стороне:
- № 3 — Особняк купца Г. И. Корякина (1904, архитектор М. Е. Приёмышев), в настоящее время — посольство Иордании;
- № 5 — посольство Нигерии в России. Ранее здесь располагалось посольство Уганды[1];
- № 5, строение 1 — студия «Система Мультимедиа»;
- № 7 — Московская офтальмологическая клиническая больница, известная как Московская глазная больница, старейшая в городе[2]. В 2014 году стала подразделением Боткинской больницы. В декабре 2019 года здание освобождено, внесено в Красную книгу Архнадзора (электронный каталог объектов недвижимого культурного наследия Москвы, находящихся под угрозой).[3]
- № 9/25 — Жилой дом (см. Тверская улица, 25/9).

По чётной стороне:
- № 2/10 — Доходный дом. Здесь жил архитектор Н. А. Эйхенвальд[4].
- № 4 — доходный дом (1906, архитектор Г. К. Олтаржевский)
- № 4, строение 1 — старое здание посольства Абхазии;
- № 6 — доходный дом (1911, архитектор Г. К. Олтаржевский). Здесь жил актёр Борис Ливанов[5].
- Дом 10 — Здание XIX века, перестроено в 1911 год под театр архитектором Л. Ф. Даукша. В 20-х гг. XX века в здании располагался «Молодой экспериментальный театр». В настоящее время — Московский театр юного зрителя.
- № 12 — Фабричный корпус во владении И. П. Шаблыкина (1911, арх. Н. Д. Струков)